# Lambert od Chalona
Lambert od Chalona (francuski Lambert de Chalon; 930. – 978.) bio je francuski plemić, grof Autuna i Chalona.
Njegovi roditelji su bili vikont Robert od Autuna i njegova supruga, Ingeltruda. Lambertov je brat bio vikont Robert od Chalona.
Premda mu je otac bio vikont, Lambert je postao grof.
Oženio je Adelu Burgundsku, koja je prije bila supruga grofa Roberta. Adela je rodila Lambertu kćer Gerbergu od Chalona, koja se udala za Adalberta Talijanskog i Oda Henrika. Njezin sin je bio Oto-Vilim, otac vojvotkinje od Akvitanije.
Adela mu je rodila i biskupa Auxerrea Huga.
Kćeri Adele i Lamberta su bile Elizabeta (Elizabeth), Aelis i Matilda (Mathilde).